# Meziane Ighil
Meziane Ighil, né le 13 janvier 1954 à Alger, en Algérie, est un footballeur international algérien devenu ensuite entraîneur. 
Ancien joueur du Nasr d'Hussein Dey et de l'équipe d'Algérie, il évoluait au poste de défenseur latéral gauche. Il fut également président du NAHD.
Il compte 13 sélections en équipe nationale entre 1973 et 1982.

## Biographie

### Carrière de joueur

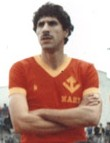
Ighil en 1978

Meziane Ighil ali était l'un des cadres du NAHD des années 1970 avec pour coéquipiers Ouchen, Guendouz, Merzekane, Khedis, Fergani, Madjer. Il resta fidèle à son club durant toute sa carrière de joueur et fut sélectionné plusieurs fois en équipe d'Algérie notamment contre le Brésil (0-2) le 3 juin 1973 à Alger.

### Carrière d'entraîneur
Il commence sa carrière d'entraîneur en 1987 avec le WA Casoral, alors en deuxième division algérienne. L'année suivante, il est appelé à la barre technique du NAHD qui avait plongé dans les affres de la troisième division. Le club retrouve, en deux saisons, la première division avec Meziane Ighil ali à sa tête.
En 1992, il est désigné coentraîneur, avec Mahdaoui, de l'équipe nationale algérienne. Sur le terrain, le duo qualifie l'équipe à la CAN 94 mais l'Algérie est éliminée pour une faute administrative; c'est l'affaire Karouf. Dépité, Ighil choisit de s'exiler au Maroc, au Raja Club Athletic avec lequel il gagne la Coupe du Trône. 
Après quelques années à l'étranger, il rentre au pays et prend en charge de nouveau l'équipe nationale, démissionnant après quelques mois à la suite d'une défaite contre la Tunisie mal acceptée par les critiques (Janvier 1999).
Au début des années 2000, il présente sa candidature au poste de président du NAHD, son club de toujours, alors en difficulté. Sous sa houlette, le club retrouve sa place en Nationale 1.
En 2005, il fait un court retour en équipe nationale.
En 2011, il est entraîneur de l'ASO Chlef et réussit à remporter le premier championnat de l'histoire du club.
Le 17 septembre 2011, il est désigné entraîneur de la JS Kabylie, il sera limogé cinq mois plus tard après un accrochage avec un dirigeant de la JSK qui a voulu entrer de force aux vestiaires du club pendant la mi-temps d'un match de championnat.
Le 15 octobre 2017, il est nommé, en compagnie de Djamel Menad, assistant de Rabah Madjer, nommé sélectionneur national. Le 24 juin 2018, le trio est limogé.
Meziane Ighil est également consultant à la radio et la télévision algérienne.

## Palmarès
- Champion d'Algérie en 2011 avec ASO Chlef

### Affaire Khalifa
En 2007, Meziane Ighil est condamné à trois ans de prison ferme par la justice dans le cadre de l'affaire Khalifa. Il est finalement acquitté en 2022.

### Influences
Jean Snella et Amar Boudissa sont les deux entraîneurs qui ont marqué sa carrière de footballeur.